# أيشي فوكوي
أيشي فوكوي (باليابانية: 福井英一؛ بالكانا: ふくい えいいち) هو مانغاكا ورسام رسوم متحركة ياباني، ولد في 3 مارس 1921 في طوكيو في اليابان، وتوفي في 26 يونيو 1954 في طوكيو في اليابان.

## روابط خارجية
- أيشي فوكوي على موقع ANN person (الإنجليزية)